# Dracula amaliae
Dracula amaliae     é uma espécie de orquídea epífita de crescimento cespitoso cujo gênero é proximamente relacionado às Masdevallia, parte da tribo Pleurothallidinae. Esta espécie é endêmica do oeste da Colômbia, onde habita florestas úmidas e nebulosas.
Pode ser diferenciada das espécies próximas por apresentar flores brancas e planas que brotam de inflorescências curtas e têm sépalas arredondadas, densamente pubescentes pelo lado interno, com pequenas manchas castanho-claras .